# Quercus undata
Quercus undata — вид рослин з родини букових (Fagaceae), ендемік Мексики.

## Опис
Це кущ заввишки не більше 3–4 метрів. Гілочки густо жовтувато-коричнево вовнисті. Листки еліптичні, товсті, шкірясті, 3–6 × 1–4 см; верхівка гостра більш-менш широко, рідко тупа або округла; основа тупа, округла або серцеподібна; край цілий або злегка зубчастий біля вершини; верх сірувато-зелений, більш-менш густо вовнистий; низ сірувато-зелений, щільно вовнистий; ніжка листка 2–6 мм, тонка, зірчасто вовниста. Чоловічі сережки 3 см завдовжки, вовнисті, нещільно квіткові. Жолуді по 2–3 на квітконосі завдовжки 6–10 см, еліпсоїдні, діаметром 1 см.

## Поширення й екологія
Ендемік Мексики (Дуранго).